# 피에르 루이지 베르사니

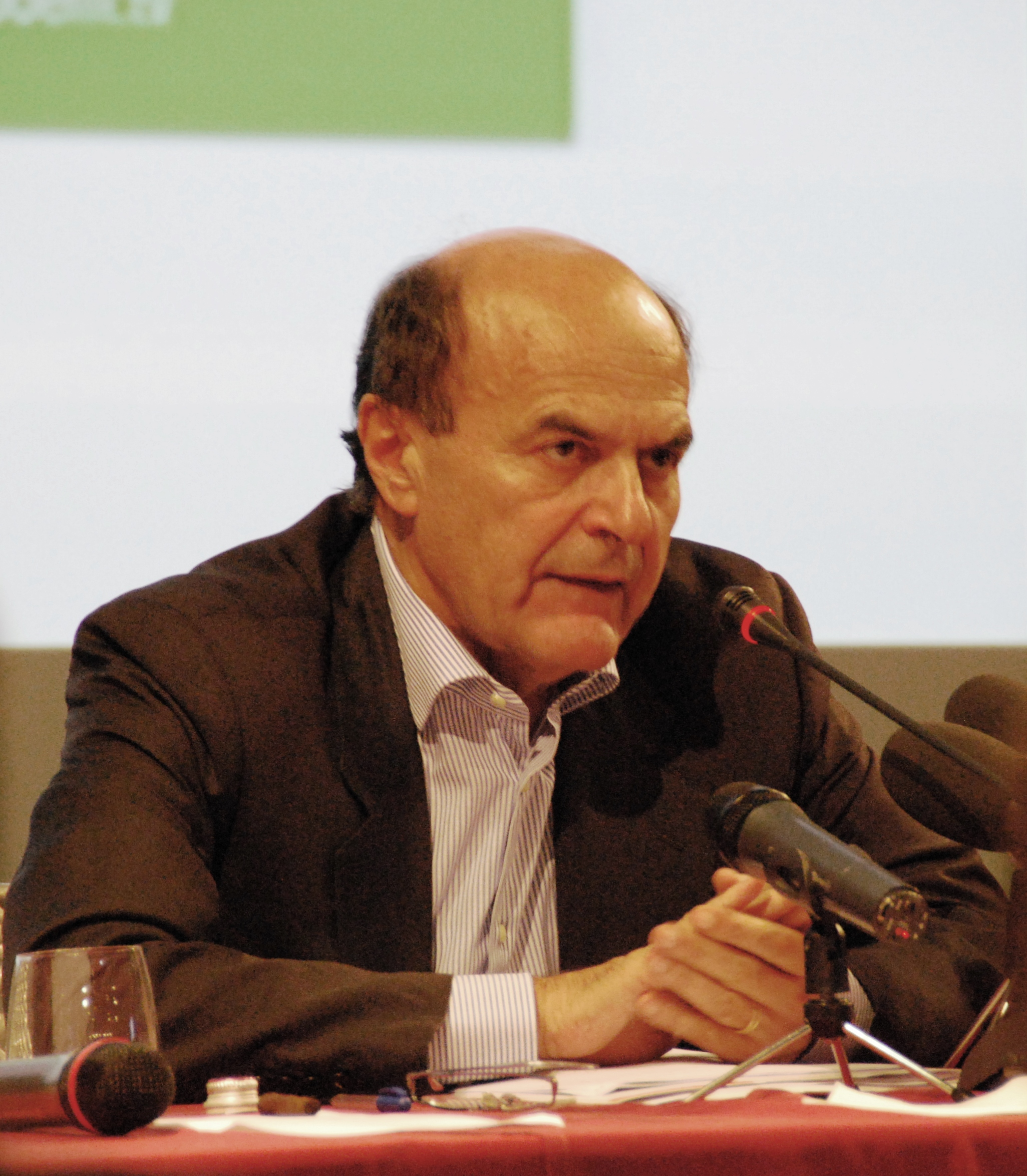
피에르 루이지 베르사니

피에르 루이지 베르사니(Pier Luigi Bersani, 1951년 9월 29일 ~ )는 이탈리아의 정치인이자, 이탈리아의 주 중도 좌파 정당인 이탈리아 민주당의 전 서기장이다. 1996년~1999년 경제개발장관, 1999년~2001년 교통장관, 2006년~2008년 경제개발장관을 지냈으며, 그 이후 2009년 이탈리아 민주당의 서기장에 선출되어 사실상 의회의 야당 지도자가 되었다.